# Котлюба Микола Уварович
Микола Уварович Котлюба (12 вересня 1941, село Благовіщенка, тепер Кам'янсько-Дніпровського району Запорізької області — 18 жовтня 1998, місто Кам'янка-Дніпровська Кам'янсько-Дніпровського району Запорізької області) — український радянський діяч, секретар парткому виробничого об'єднання «Запоріжтрансформатор» імені Леніна Запорізької області, 1-й секретар Ленінського райкому КПУ міста Запоріжжя. Член ЦК КПУ в 1981—1990 роках.

## Біографія
У вересні 1948 — червні 1958 року — учень Благовіщенської середньої школи № 1 Кам'янсько-Дніпровського району Запорізької області.
У вересні 1958 — березні 1959 року — учень комутатника цеху КРУ, у березні 1959 — серпні 1960 року — слюсар-електромонтажник цеху КРУ Запорізького трансформаторного заводу.
У вересні 1960 — березні 1964 року — студент Запорізького машинобудівного інституту. У березні 1964 — лютому 1965 року — інженер-конструктор відділу головного конструктора Запорізького трансформаторного заводу. У лютому — серпні 1965 року — студент Запорізького машинобудівного інституту, інженер-електромеханік.
У серпні 1965 — березні 1970 року — інженер-конструктор відділу головного конструктора Запорізького трансформаторного заводу. У березні 1970 — жовтні 1975 року — керівник групи відділу головного конструктора, начальник відділу технічного контролю Запорізького трансформаторного заводу.
Член КПРС з квітня 1970 року.
25 жовтня 1975 — 20 листопада 1986 року — секретар партійного комітету КПУ виробничого об'єднання «Запоріжтрансформатор» імені Леніна міста Запоріжжя. З 1979 по 1982 рік навчався на заочному відділенні Вищої партійної школи при ЦК КПУ.
20 листопада 1986 — 24 квітня 1991 року — 1-й секретар Ленінського районного комітету КПУ міста Запоріжжя.
У квітні — червні 1991 року — генеральний директор науково-виробничого об'єднання «Трансформатор» у Запоріжжі. У червні 1991 — березні 1997 року — президент — генеральний директор підрозділу «Техноком» Запорізького заводу високовольтної апаратури.
У березні 1997 — 18 жовтня 1998 року — 1-й заступник голови Кам'янсько-Дніпровської районної державної адміністрації Запорізької області.

## Нагороди
- орден Трудового Червоного Прапора
- орден Дружби народів
- медалі